# Marie (épouse de Constantin V)
Marie (en grec: Μαρία; décédée en 751) est une impératrice byzantine, épouse de l'empereur Constantin V,,.

## Impératrice
Constantin V devient empereur en 741. Lui et sa première épouse, Tzitzak, ont un fils unique, Léon IV le Khazar, né le 25 janvier 750. Selon Lynda Garland, Tzitzak serait morte en couches. L'année suivante, Constantin se remarie avec Marie.
Marie épouse Constantin entre 750 et 751. Selon le Chronographikon syntomon du Patriarche Œcuménique Nicéphore Ier de Constantinople, Marie meurt prématurément en 751. La même année, le 6 juin, son beau-fils, Léon IV le Khazar est couronné co-empereur (6 juin 751). Pour des raisons inconnues, son mari récupère également la région de Malatya.
Marie meurt sans enfants. Constantin se remarie une troisième fois avec une femme nommée Eudoxie, qui lui donne six enfants.

## Sources
- (en) Cet article est partiellement ou en totalité issu de l’article de Wikipédia en anglais intitulé « Maria, wife of Constantine V » (voir la liste des auteurs).